# Émile Sergent
Pour les articles homonymes, voir Sergent (homonymie).
Émile Sergent, né le 11 juillet 1867 à Paris et mort le 24 mai 1943 dans la même ville, est un professeur de médecine, phtisiologue français. Il fut président de l'Académie de médecine durant la Seconde Guerre mondiale.

## Biographie
Émile Sergent commence ses études au collège Stanislas avant de poursuivre des études de médecine. Successivement externe des hôpitaux en 1890, interne des hôpitaux en 1892, docteur en médecine en décembre 1895, il est nommé médecin des hôpitaux en 1903. Il échoue cependant à l'agrégation en 1904 et n'enseigne donc qu'au lit des patients. Pendant la Première Guerre mondiale il est chef du service des tuberculeux à l'hôpital du Vésinet, avec le grade de médecin lieutenant-colonel. Ce n'est qu'en 1921 qu'il est nommé à la chaire de propédeutique à l'hôpital de la Charité. Il exerce à l'hôpital Broussais de 1933 à sa retraite en 1938.
En 1939, il reprend du service à l'hôpital Boucicaut comme interne et chef de clinique. Sous le régime de Vichy, il participe à une réforme des études médicales et propose au ministre Carcopino de séparer dorénavant les fonctions médicales de soin et celles de biologie médicale ainsi que reculer les stages cliniques des étudiants en médecine après la première année d'études. Il préside l'Académie nationale de médecine de 1941 à janvier 1942,.

## Travaux
Il fut l'élève de Pierre Carle Édouard Potain et de Philippe Gaucher.
Il se consacre notamment à l'étude de la tuberculose. Il postule que la syphilis favorise la survenue de la tuberculose chez le même patient et que la tuberculose du père prépare l'infection tuberculeuse du fils.
À partir de 1926, il participe aux missions médicales universitaires françaises en Roumanie. Il se rend plusieurs fois sur place, visitant les hôpitaux, nouant des contacts avec les praticiens du pays et facilitant l'accueil d'étudiants roumains en France.

## Prises de position politiques
En juillet 1940, après l'armistice, il déplore que le gouvernement de la France ait été dirigé par des élus et non par les élites ; il développe cette idée en 1942 dans un livre intitulé La Formation intellectuelle et morale des élites.

## Œuvres et publications
- Études cliniques sur la tuberculose (1908-1920) : avec un appendice sur les mesures de préservation sociale, contre la tuberculose (2e édition), Paris, A. Malloine et fils, 1920, 703 p. (lire en ligne).

### En collaboration
- Lemoine Georges, Rathery Francis, Sergent Émile, Ribadeau-Dumas Louis, Babonneix Louis, Traité de pathologie médicale et de thérapeutique appliquée. Tome XXVII Hygiène et Régimes, Paris, N. Maloine, 1921, 590 p.

## Récompenses et distinctions
Émile Sergent a été distingué par plusieurs pays : 
- Docteur honoris causa de l'université de Québec
- Docteur honoris causa de l'université de Montréal
- Membre correspondant de l'Académie royale de médecine de Belgique
- Membre de l’Académie de médecine de Buenos Aires
- Membre de l’Académie de médecine de Roumanie
- Grand officier de la Légion d’honneur, par décret du 6 mai 1943 du maréchal Pétain[2]
- Grand officier de l’Ordre de l'Étoile de Roumanie
- Grand officier de l'Ordre de la Couronne de Roumanie.